# Revolver Modell 1873 Chamelot-Delvigne
Der Revolver Modell 1873 Chamelot-Delvigne (auch Revolver MAS 1873) war der erste Double-Action-Revolver der französischen Armee. Hauptsächlich wurde der Revolver von der Manufacture d’armes de Saint-Étienne hergestellt.

## Geschichte
Das französische Kriegsministerium erwarb die Patente für das 1871 entwickelte System Chamelot-Delvigne von der belgischen Firma Pirlot Frères. In Zuständigkeit der französischen Artillerieprüfungskommission wurde das Patent weiterentwickelt und nach umgesetzten Verbesserungen als M 1873  als erster Revolver der französischen Armee eingeführt. Die Produktion erfolgte bei der Manufacture d'armes de Saint-Étienne. Zunächst wurden von 1873 bis 1886 insgesamt 325.659 Exemplare für die französischen Streitkräfte gefertigt und von 1880 bis 1884 nochmals 32.824 Stück für Griechenland.

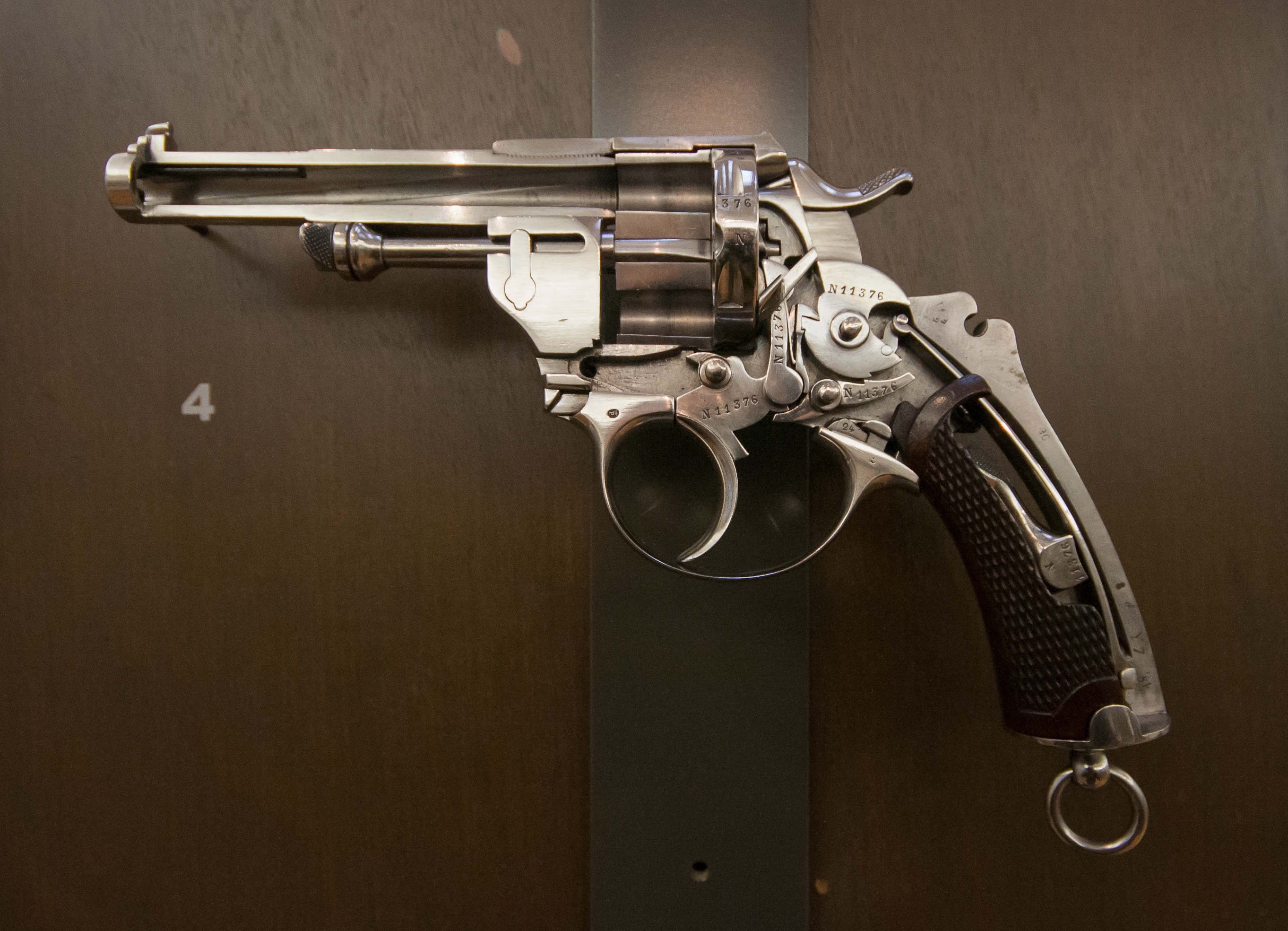
Schnittmodell
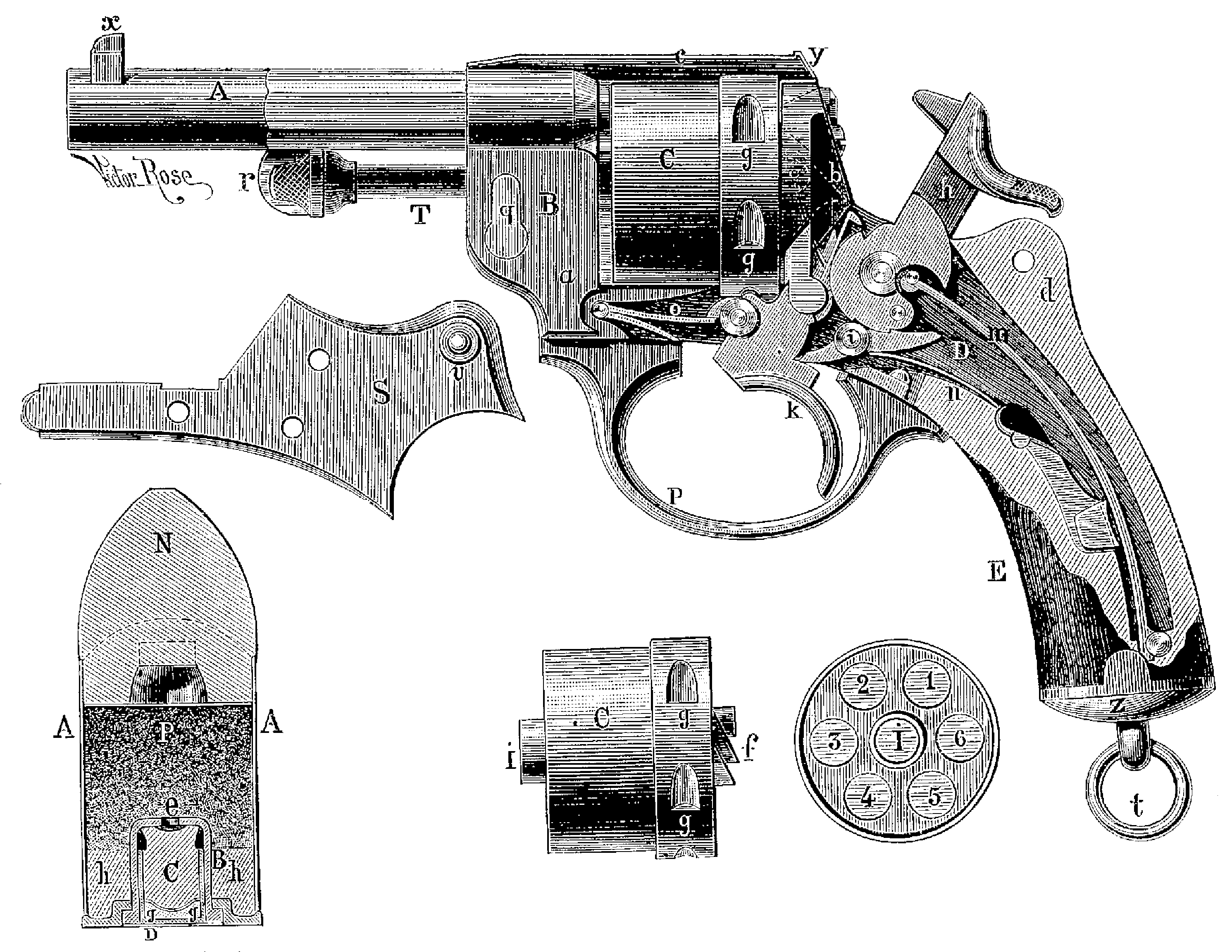
Konstruktionszeichnung
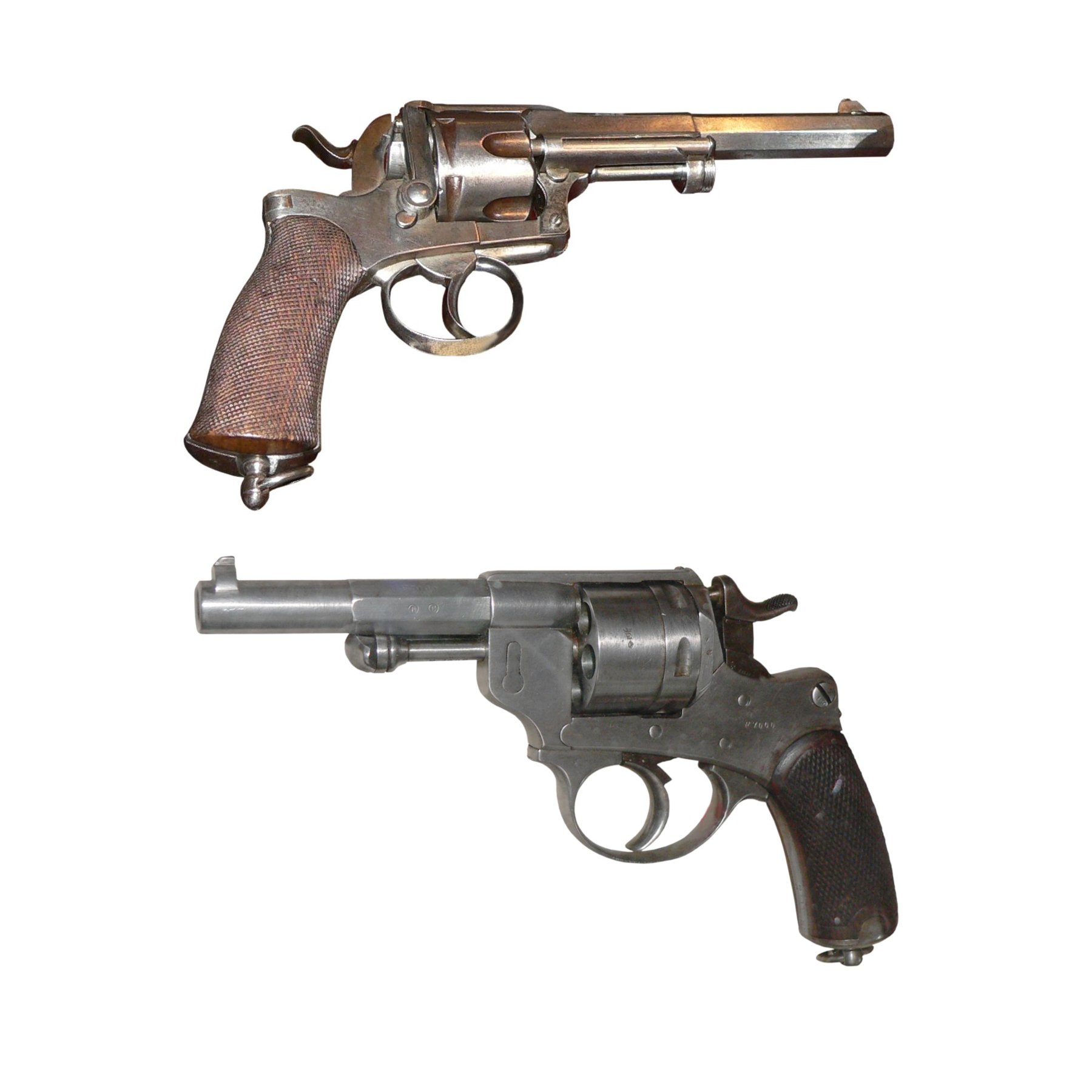
Seitenansichten

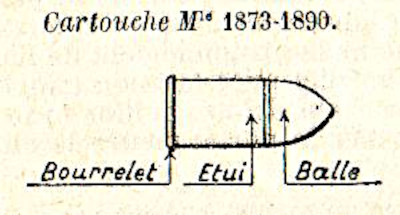
Randpatrone 11 × 17 mm R, Modell 1873/90

Die Waffe verwendete zunächst die 11-mm-Patrone M 73 (11 × 17 mm R), die man als zu schwach befand. 1890 wurde die Patrone M 1873/90 mit stärkerer Ladung eingeführt, wodurch die Mündungsgeschwindigkeit um 60 auf 190 m/s stieg. Die Waffen selbst waren sehr zuverlässig und widerstandsfähig gegen Verschleiß und Beschädigungen, ein wesentlicher Grund für ihre über 70 Jahre andauernde Verwendung.
Der Chamelot-Delvigne 11mm Modèle 1873 wurde von der französischen Armee als Dienstrevolver für Unteroffiziere übernommen. Der Stahl des Modells 1873 blieb unbehandelt und die Trommel wurde nicht kanneliert. Die Variante Modèle 1874 Revolver d'Officier aus gebläutem Stahl und mit kannelierter Trommel wurde an Offiziere ausgegeben.
Das Design der Chamelot-Delvigne-Revolver war sehr erfolgreich, sie wurden in Belgien, Italien und 1882 in der Schweiz, dort als Revolver Modell 1882, verwendet. Obwohl später ein Revolver Modèle 1892 eingeführt wurde, wurde er noch im Ersten Weltkrieg häufig eingesetzt und auch noch im Zweiten Weltkrieg 1940 an Reserveeinheiten ausgegeben. Der französische Widerstand nutzte ihn während der deutschen Besatzung in großem Umfang. Bei der Polizei fand die Waffe sogar bis 1962 Verwendung. Erst nach 1945 erfolgte in der französischen Armee ein Austausch gegen eine Selbstladepistole.
|                  | Modèle 73                     | Modèle 74                     |
| ---------------- | ----------------------------- | ----------------------------- |
| Länge            | 240 mm                        | 240 mm                        |
| Lauflänge        | 115 mm                        | 110 mm                        |
| Leergewicht      | 1,04 kg                       | 1,08 kg                       |
| Trommelkapazität | 6 Patronen                    | 6 Patronen                    |
| Kaliber          | 11 mm Mle 1873 (11 × 17 mm R) | 11 mm Mle 1873 (11 × 17 mm R) |
| System           | Double-Action/Single-Action   | Double-Action/Single-Action   |

## Patent-Informationen
- Patent  DE6374C: Revolver. Angemeldet am 30. Juli 1879, veröffentlicht am 27. September 1879, Erfinder: J. Chamelot, Heinrich Gustav Delvigne.‌